# Karl Barry Sharpless
Karl Barry Sharpless (Filadelfia, Pensilvania, 28 de abril de 1941) es un químico y profesor universitario estadounidense galardonado con el Premio Nobel de Química dos veces, la primera en 2001 por su trabajo en las reacciones de oxidación quiral catalizadas (https://www.nobelprize.org/prizes/chemistry/2001/summary/), y la segunda en 2022 — junto a Carolyn Bertozzi y Morten Meldal— por el desarrollo de la química click.

## Biografía
Estudió química en el Friends' Central School, donde se licenció en 1959. Posteriormente realizó el doctorado en 1968 en la Universidad de Stanford, continuando sus trabajos postdoctorales en esta universidad. Fue profesor del Instituto Tecnológico de Massachusetts, y desde 1990 es profesor de química en el Scripps Research Institute de La Jolla en California.

## Investigaciones científicas
En 2001 fue galardonado con la mitad del Premio Nobel de Química por haber conseguido obtener moléculas quirales ópticamente puras mediante la reacción de oxidación con catalizadores enantioselectivos. El premio fue compartido con otros dos investigadores William S. Knowles y Ryoji Noyori por idéntico logro mediante hidrogenación.